# Villa Nieuport
La villa Nieuport est une voie du 13e arrondissement de Paris, en France.

## Situation et accès
La villa Nieuport est une voie publique située dans le 13e arrondissement de Paris. Elle débute au 39, rue des Terres-au-Curé et se termine en impasse.

## Origine du nom

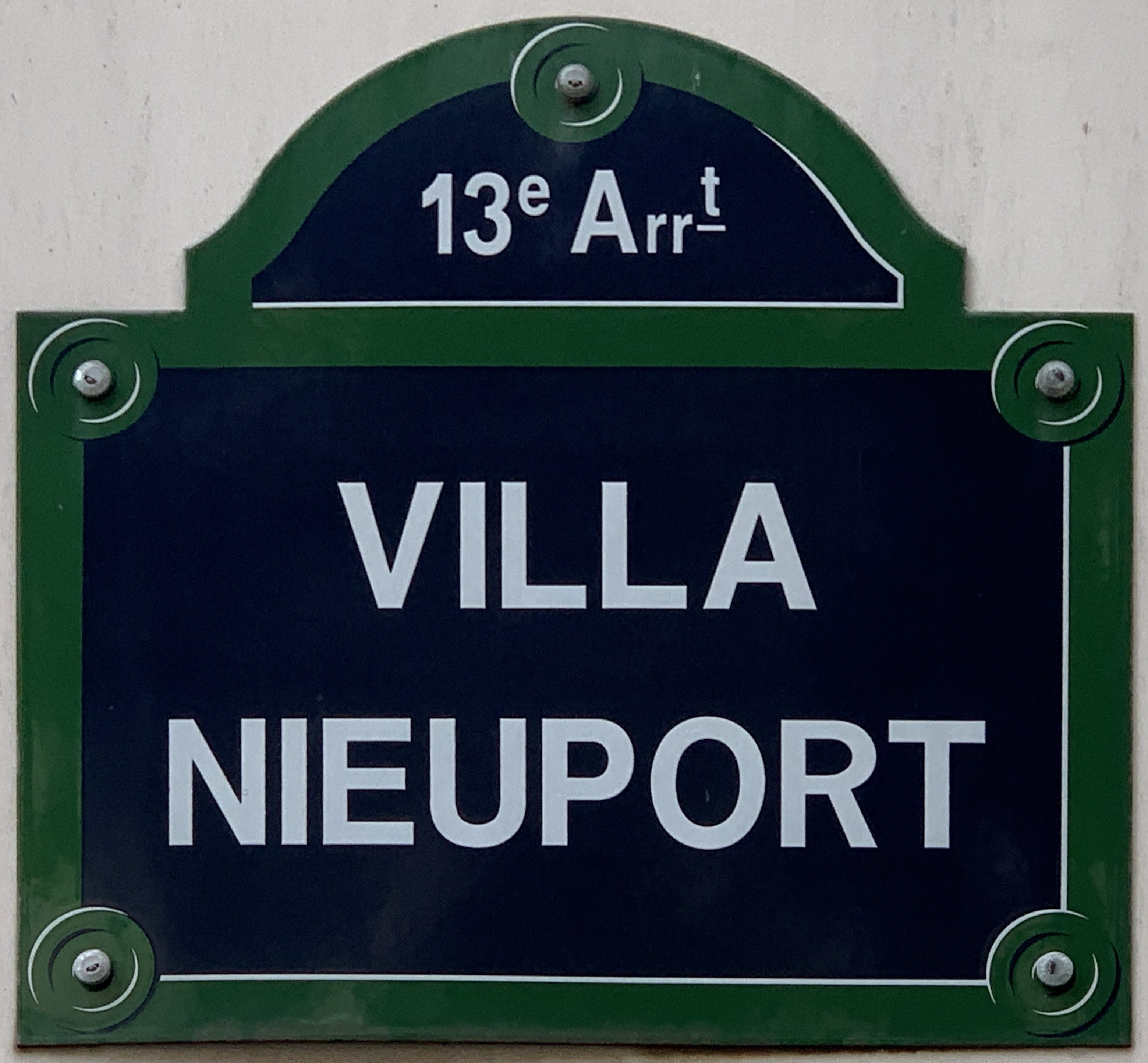
Plaque de la voie.

Elle tient son nom de l’aviateur français et constructeur d'avions Édouard Nieuport (1875-1911).

## Historique
Cette voie en impasse porte son nom depuis 1913.